# 다리오 크네제비치
다리오 크네제비치(Dario Knežević, 1982년 4월 20일 ~)는 크로아티아의 전 축구 선수이다. 현역 시절 포지션은 공격수였으며, 이탈리아의 AS 리보르노 칼초, 유벤투스 FC에서 뛴 경험이 있다.